# Elliott Armen
Elliott Armen, né en 1998 à Saint-Malo, est un auteur, compositeur et interprète français qui a grandi entre Paris et sa ville natale. Son nom d’artiste, Armen (Ar Men « le rocher » ou « la pierre » en breton) provient de célèbre phare construit en pleine mer à l’extrémité de la Chaussée de Sein. Il est le fils de Yann Tiersen.

## Biographie
Après le lycée, Elliott Armen part, avec sa guitare sur le dos, sillonner l’Europe pendant deux ans, de l’Écosse et les Cornouailles jusqu’en Pologne, en République tchèque, en Italie et au Portugal. Depuis ces différents pays, il poste sur internet des vidéos où il chante ses dernières compositions.
Il travaille ainsi de ferme en ferme où il acquiert un savoir transmis par ses hôtes paysans. Il transporte avec lui ses instruments de musique, son cahier de notes et de quoi enregistrer ses premières chansons.
Depuis son adolescence, il compose à la guitare et au piano en écho à son attachement aux paysages qui encerclent sa maison familiale située au bord d’un estuaire.
Désormais installé dans la maison familiale près de Saint-Malo, Elliott Armen y cultive un terrain en permaculture et redonne vie à la biodiversité des environs ainsi qu’à cette vieille maison en pierre qui a marqué son enfance.
Elliott Armen enregistre son véritable premier album dans un studio niché sur les hauteurs de l’île de Ouessant. Héritier d’Elliott Smith, de Sufjan Stevens, ou d’Andy Shauf, il mélange les accords de guitare et de piano à sa voix particulière, le tout teinté d’une atmosphère intime et boisée, attachante et intemporelle, toujours ancrée entre terre et mer.
Il sort son second album "Turbulence" en janvier 2024 qu'il a enregistré sur l'île de Lewis, au large de l'Écosse.

## Vie privée
Elliott Armen est le fils de Yann Tiersen.